# John P. Buchanan

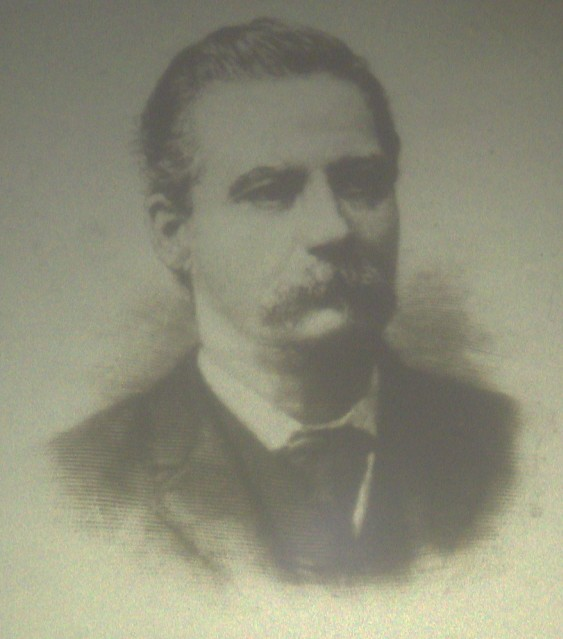
John P. Buchanan

John Price Buchanan, född 24 oktober 1847 i Williamson County, Tennessee, död 14 maj 1930 i Murfreesboro, Tennessee, var en amerikansk politiker och jordbrukare. Han var guvernör i delstaten Tennessee 1891–1893.

## Inbördeskriget
Buchanan deltog i amerikanska inbördeskriget i sydstatsarmén. Han gifte sig 1867 med Frances McGill. Paret fick åtta barn.

## Guvernör
En stark populistisk stämning med krav om bättre levnadsförhållanden på landsbygden i Tennessee hjälpte Buchanan till seger i 1890 års guvernörsval. Han var nominerad av jordbrukarlobbyn Farmers' Alliance. Som guvernör beordrade han sedan nationalgardet till kolgruvorna i delstatens östra del för att trycka ner gruvarbetarnas uppror. Orsaken till upproret var användningen av fångar som arbetskraft. Buchanan kandiderade till omval men förlorade mot demokraten Peter Turney.

## Gravplats
John P. Buchanans grav finns på Evergreen Cemetery i Murfreesboro.

## Familj
Buchanan sonson var nationalekonomen James M. Buchanan.